# Copa do Mundo de Ginástica Artística
A Copa do Mundo de Ginástica Artística é uma série de competições de ginástica artística sancionada pela Federação Internacional de Ginástica. É um dos poucos torneios de ginástica artística oficialmente organizados pela FIG, assim como o Campeonato Mundial e as competições de ginástica nos Jogos Olímpicos e nas Olimpíadas da Juventude. Começando no quadriênio 2017-2020, as séries da Copa do Mundo de Individual Geral e de Aparelhos Individuais são usadas para qualificar no máximo sete vagas para os Jogos Olímpicos.

## História
A Fédération Internationale de Gymnastique (FIG) sediou a primeira competição original de ginástica artística em escala internacional em 1975. Esse gênero do esporte foi batizado a partir de então como Copa do Mundo de Ginástica Artística, uma competição original reservada aos melhores ginastas da atualidade. Foi composta por um evento único e distinto, reunindo pouquíssimos ginastas em todas as competições e em finais de aparelhos. Essa iniciativa foi tomada em um contexto particular, uma vez que os campeonatos mundiais aconteciam apenas a cada quatro anos. A copa do mundo realizada todos os anos para a ginástica artística foi, no entanto, mantida apenas até 1990.
Em 1997, a Copa do Mundo foi revivida como uma série de eventos classificatórios por um período de dois anos, culminando em um evento final que ficou conhecido como Final da Copa do Mundo. As diferentes etapas, às vezes chamadas de eliminatórias da Copa do Mundo, serviam principalmente para atribuir pontos a ginastas individuais e grupos de acordo com suas colocações. Esses pontos seriam somados ao longo do período de dois anos para qualificar um número limitado de atletas para o evento bienal da Final da Copa do Mundo. Seis eventos finais da Copa do Mundo foram realizados em anos pares de 1998 a 2008. Por exemplo, a competição da Final da Copa do Mundo em 1998 serviu como o último estágio de uma série de competições ao longo da temporada 1997-1998. Na Final da Copa do Mundo, as medalhas de ouro, prata e bronze foram concedidas a atletas individuais em cada aparelho.
Oito eventos independentes da Copa do Mundo foram realizados de 1975 a 1990, e a FIG retroativamente chamou esses eventos de Final da Copa do Mundo. Os ginastas foram convidados para essas copas do mundo com base nos resultados de campeonatos mundiais ou Jogos Olímpicos anteriores. De 1997 a 2008, a série de eventos de qualificação da Copa do Mundo foi a única maneira de os atletas se classificarem para a Final da Copa do Mundo. No Conselho da FIG em Cidade do Cabo (África do Sul) em maio de 2008, os membros decidiram não disputar mais nenhuma copa do mundo e final de série para todas as disciplinas da FIG a partir de janeiro de 2009.
Em 2011, as competições de aparelhos foram renomeadas para World Challenge Cups (Copa do Mundo do Desafio, em tradução livre), enquanto as competições gerais mantiveram o nome de Copa do Mundo (World Cup). Em 2013, a FIG criou três séries de competições distintas com a reintrodução da série da Copa do Mundo de Aparelhos Individuais (Individual Aparelhos World Cup), junto com a série existente da Copa do Mundo do Concurso Geral (All-Around World Cup) e da série World Challenge Cup.

## Formato atual
A partir de 2009, a Copa do Mundo foi disputada estritamente como uma série de etapas, sem evento final culminante. Em cada uma das etapas, os três primeiros ginastas de cada aparelho ou no geral, dependendo do tipo de competição, recebem medalhas e premiação em dinheiro. Atualmente, há três séries separadas administradas pela FIG: a série All-Around World Cup (C-II), a série Individual Aparelhos World Cup (C-III) e a série World Challenge Cup. Para a série All-Around World Cup, a posição dos ginastas conta para a colocação final de seus países. Para as duas últimas séries, a posição dos ginastas conta para sua própria classificação individual, e eles não combinam os resultados com seus companheiros de equipe.
As duas séries de aparelhos individuais são abertas a todos os atletas e são especialmente populares entre os atletas de países com programas de ginástica menores. A série All-Around World Cup, no entanto, é uma série de competições apenas para convidados para os principais países nos Campeonatos Mundiais ou Jogos Olímpicos do ano anterior. Cada um dos oito países competidores em qualquer copa tem a opção de escolher qualquer ginasta para competir, com exceção do país anfitrião, que tem uma vaga curinga para um segundo ginasta.
Após cada etapa, todos os ginastas (não apenas os ganhadores de medalhas) recebem pontos de acordo com sua colocação, sendo que o vencedor de cada competição recebe no máximo 30 pontos por competição. Após o último evento da série da Copa do Mundo, os três ou quatro melhores resultados nas fases da Copa do Mundo contam para uma lista de classificação. O mesmo é válido para a série World Challenge Cup. O ginasta individual com maior número de pontos em cada aparelho é então declarado o vencedor da série. Para o All-Around World Cup, o país com mais pontos no total é o vencedor. Apenas a nação vencedora recebe uma taça no final da série, enquanto os três primeiros ginastas recebem um prêmio em dinheiro.
As séries All-Around World Cup e World Challenge Cup são ambas séries de um ano, com as nações concorrentes na série All-Around World Cup mudando anualmente. Para a Copa do Mundo de Aparelhos Individuais, o vencedor em cada aparelho é declarado após uma série de dois anos, começando logo após os Campeonatos Mundiais ou Jogos Olímpicos em um ano par e terminando dois anos depois.

## Eventos

### Final da Copa do Mundo
| Ano  | Evento                     | Local      | Tipo                             |
| ---- | -------------------------- | ---------- | -------------------------------- |
| 1975 | 1ª Final da Copa do Mundo  | Londres    | Geral (C-II) e aparelhos (C-III) |
| 1977 | 2ª Final da Copa do Mundo  | Oviedo     | Geral (C-II) e aparelhos (C-III) |
| 1978 | 3ª Final da Copa do Mundo  | São Paulo  | Geral (C-II) e aparelhos (C-III) |
| 1979 | 4ª Final da Copa do Mundo  | Tóquio     | Geral (C-II) e aparelhos (C-III) |
| 1980 | 5ª Final da Copa do Mundo  | Toronto    | Geral (C-II) e aparelhos (C-III) |
| 1982 | 6ª Final da Copa do Mundo  | Zagreb     | Geral (C-II) e aparelhos (C-III) |
| 1986 | 7ª Final da Copa do Mundo  | Pequim     | Geral (C-II) e aparelhos (C-III) |
| 1990 | 8ª Final da Copa do Mundo  | Bruxelas   | Geral (C-II) e aparelhos (C-III) |
| 1998 | 9ª Final da Copa do Mundo  | Sabae      | Aparelhos (C-III)                |
| 2000 | 10ª Final da Copa do Mundo | Glasgow    | Aparelhos (C-III)                |
| 2002 | 11ª Final da Copa do Mundo | Stuttgart  | Aparelhos (C-III)                |
| 2004 | 12ª Final da Copa do Mundo | Birmingham | Aparelhos (C-III)                |
| 2006 | 13ª Final da Copa do Mundo | São Paulo  | Aparelhos (C-III)                |
| 2008 | 14ª Final da Copa do Mundo | Madri      | Aparelhos (C-III)                |

### Eliminatórias da Copa do Mundo
De 1997 a 2008, uma série de eliminatórias da Copa do Mundo foi realizada. Os 3 melhores ginastas em cada aparelho nos eventos classificatórios receberiam medalhas e prêmios em dinheiro. Os ginastas que terminassem entre os 8 primeiros também receberiam pontos que seriam somados a um ranking que os qualificaria individualmente para a final bienal da Copa do Mundo.
| Anos      | Série                                             | Formato           |
| --------- | ------------------------------------------------- | ----------------- |
| 1997–1998 | Copa do Mundo de Ginástica Artística de 1997–1998 | Aparelhos (C-III) |
| 1999–2000 | Copa do Mundo de Ginástica Artística de 1999–2000 | Aparelhos (C-III) |
| 2001–2002 | Copa do Mundo de Ginástica Artística de 2001–2002 | Aparelhos (C-III) |
| 2003–2004 | Copa do Mundo de Ginástica Artística de 2003–2004 | Aparelhos (C-III) |
| 2005–2006 | Copa do Mundo de Ginástica Artística de 2005–2006 | Aparelhos (C-III) |
| 2007–2008 | Copa do Mundo de Ginástica Artística de 2007–2008 | Aparelhos (C-III) |

### Séries da Copa do Mundo
Em 2009 e 2010, os eventos da série Copa do Mundo de Ginástica Artística foram divididos em eventos da Categoria A (reservados apenas para atletas convidados) e eventos da Categoria B (abertos a todos os atletas). Em 2011 e 2012, as competições de aparelhos individuais foram renomeadas como eventos da World Challenge Cup, enquanto as competições de concurso geral mantiveram o nome de Copa do Mundo (World Cup). Desde 2013, a série da Copa do Mundo foi dividida em três grupos: 1) a série All-Around World Cup; 2) a série World Challenge Cup; e 3) a série Individual Apparatus World Cup. Todas as competições da World Challenge Cup e da Individual Apparatus World Cup permanecem abertas a todos os atletas, enquanto as competições da All-Around World Cup são apenas por convite, de acordo com os resultados dos Campeonatos Mundiais ou Jogos Olímpicos anteriores.
| Ano  | Série                                        | Eventos da Copa do Mundo de Aparelhos Individuais | Eventos da Copa do Mundo de Concurso Geral | Eventos da Copa do Mundo Challenge |
| ---- | -------------------------------------------- | ------------------------------------------------- | ------------------------------------------ | ---------------------------------- |
| 2009 | Copa do Mundo de Ginástica Artística de 2009 | 8                                                 | —                                          | —                                  |
| 2010 | Copa do Mundo de Ginástica Artística de 2010 | 12                                                | —                                          | —                                  |
| 2011 | Copa do Mundo de Ginástica Artística de 2011 | —                                                 | 4                                          | 8                                  |
| 2012 | Copa do Mundo de Ginástica Artística de 2012 | —                                                 | 3                                          | 7                                  |
| 2013 | Copa do Mundo de Ginástica Artística de 2013 | 1                                                 | 4                                          | 5                                  |
| 2014 | Copa do Mundo de Ginástica Artística de 2014 | —                                                 | 4                                          | 6                                  |
| 2015 | Copa do Mundo de Ginástica Artística de 2015 | —                                                 | 1                                          | 7                                  |
| 2016 | Copa do Mundo de Ginástica Artística de 2016 | 1                                                 | 3                                          | 10                                 |
| 2017 | Copa do Mundo de Ginástica Artística de 2017 | 3                                                 | 3                                          | 6                                  |
| 2018 | Copa do Mundo de Ginástica Artística de 2018 | 4                                                 | 4                                          | 6                                  |
| 2019 | Copa do Mundo de Ginástica Artística de 2019 | 4                                                 | 4                                          | 6                                  |
| 2020 | Copa do Mundo de Ginástica Artística de 2020 | 2                                                 | 1                                          | 1                                  |
| 2021 | Copa do Mundo de Ginástica Artística de 2021 | 1                                                 | —                                          | 5                                  |
| 2022 | Copa do Mundo de Ginástica Artística de 2022 | 4                                                 | —                                          | 6                                  |

## Quadro geral de medalhas
| Ordem | País            | Medalha de ouro | Medalha de prata | Medalha de bronze | Total |
| ----- | --------------- | --------------- | ---------------- | ----------------- | ----- |
| 1     | Estados Unidos  | 21              | 8                | 11                | 40    |
| 2     | União Soviética | 17              | 8                | 9                 | 34    |
| 3     | Roménia         | 11              | 7                | 8                 | 26    |
| 4     | Brasil          | 5               | 1                | 1                 | 7     |
| 5     | Países Baixos   | 3               | 1                | 4                 | 8     |
| 6     | Ucrânia         | 3               | 1                | 3                 | 7     |
| 7     | França          | 3               | 0                | 0                 | 3     |
| 8     | Hungria         | 2               | 2                | 5                 | 9     |
| 9     | Eslovénia       | 2               | 1                | 2                 | 5     |
| 10    | Rússia          | 1               | 8                | 3                 | 12    |
| 11    | Japão           | 1               | 6                | 5                 | 12    |
| 12    | Austrália       | 1               | 5                | 2                 | 8     |
| 13    | Bulgária        | 1               | 3                | 3                 | 7     |
| 14    | Bielorrússia    | 1               | 2                | 3                 | 6     |
| 15    | Grã-Bretanha    | 1               | 2                | 0                 | 3     |
| 16    | Espanha         | 1               | 1                | 2                 | 4     |
| 17    | Cazaquistão     | 1               | 1                | 1                 | 3     |
| 17    | China           | 1               | 1                | 1                 | 3     |
| 18    | Grécia          | 1               | 0                | 1                 | 2     |
| 19    | Venezuela       | 1               | 0                | 0                 | 1     |
| 20    | Alemanha        | 0               | 3                | 2                 | 5     |
| 21    | Canadá          | 0               | 3                | 1                 | 4     |
| 22    | Itália          | 0               | 1                | 2                 | 3     |
| 23    | Letónia         | 0               | 1                | 1                 | 2     |
| 23    | Polónia         | 0               | 1                | 1                 | 2     |
| 25    | Israel          | 0               | 0                | 1                 | 1     |
| 25    | Coreia do Sul   | 0               | 0                | 1                 | 1     |
| 25    | Bélgica         | 0               | 0                | 1                 | 1     |
| 25    | Uzbequistão     | 0               | 0                | 1                 | 1     |
| TOTAL | TOTAL           | 78              | 67               | 75                | 220   |